# Het Nieuws van den Dag (België)
Het Nieuws van den Dag was een Belgisch Nederlandstalig dagblad.

## Historiek
De krant werd opgericht door Jan Huyghe en was het eerste Nederlandstalige Katholiek dagblad dat in Brussel werd opgericht sinds Vlaemsch België. De eerste krant werd gedrukt op 1 september 1885, het proefnummer was verschenen op 14 augustus 1885. De krant won spoedig aan populariteit en werd de voornaamste concurrent van het liberale/vrijzinnige Het Laatste Nieuws. Na zijn dood in 1906 nam zijn vrouw Maria De Myttenaere de leiding over tot aan haar dood in 1932. Ze werd opgevolgd door haar zuster Georgina De Myttenaere die op haar beurt in 1949 opgevolgd werd door Marie Huyghe en diens zoon Jan Duplat.
Ondanks het uitbreken van de Tweede Wereldoorlog verscheen het blad tot 14 mei 1940, op 18 juni van dat jaar werd de publicatie hernomen. Voormalig hoofdredacteur René Van Haesendonck verkreeg geen toestemming van de Duitse bezetter te hervatten en werd opgevolgd door Rik De Maeyer. Op 17 mei 1944 werd het dagblad door de bezetter stopgezet om vanaf 6 september 1944 - na de bevrijding - opnieuw te verschenen. De publicatie werd gerechtelijk opgeschorst en hernam pas op 28 mei 1946. Omstreeks 1948 werd 't Vrije Volksblad van De Gids overgenomen.
In 1957 werd de krant overgenomen door De Standaard-groep, ze had een oplage van ca. 90.000 exemplaren. De vooronderhandelingen van de fusie werden gevoerd door senator Victor Leemans en Volksvertegenwoordiger en verantwoordelijk uitgever van Het Nieuws van den Dag Jan Van den Eynde (beiden CVP) op initiatief van Albert De Smaele van De Standaard-groep. Enkele redacteurs werden overgenomen en directeur Jan Duplat werd opgenomen in de raad van Beheer van De Standaard.
In 1966 ging de krant op in Het Nieuwsblad.

## Bestuur

### Directeurs
- 1885 - 1906 Jan Huyghe
- 1906 - 1932 Maria de Myttenaere
- 1932 - 1949 Georgina de Myttenaere
- 1949 - 1957 Marie Huyghe & Jan Duplat

## Bekende (ex-)medewerkers
- Pieter Buckinx
- Rik De Maeyer
- André Demedts
- Jos Dupré
- Gaston Durnez

- Carlos Gits
- Jan Mousti
- Roger Simons
- Tilly Stuckens
- René van Haesendonck

- Hubert van Herreweghen
- Guido Van Hoof
- Frans Van Mechelen
- Alfons Van Stappen